# La Horcajada
La Horcajada  és un municipi de la província d'Àvila, a la comunitat autònoma de Castella i Lleó. Està situat entre Piedrahíta i El Barco de Ávila.